# Круковер Ісаак Михайлович
Ісаак Михайлович Круковер (5 січня 1893, Севастополь — 12 січня 1960, Іркутськ) — радянський оториноларинголог, професор.

## Біографія
Народився 22 грудня 1892 (5 січня 1893 року) в Севастополі.
У 1923 році закінчив Ростовський медичний інститут. Після захисту диплома залишений на створеній цього року кафедрі хвороб вуха, горла і носа одним із двох перших викладачів — працював ординатором, асистентом, приват-доцентом.
1931—1960 роки — завідувач кафедри оториноларингології Іркутського медичного інституту (із 1933 року голова Іркутського відділення Всесоюзного наукового товариства оториноларингологів, з 1935 року професор).
Докторську дисертацію захистив в 1938 році на тему «Вплив нікотину, куріння і тютюнового пилу на верхні дихальні шляхи людини і тварин».
Протягом кількох років був заступником директора Інституту з навчально-наукової роботи та завідувачем відділу охорони здоров'я Іркутського облвиконкому.
Під його керівництвом захищені 6 кандидатських дисертацій і одна докторська. Автор 3 монографій та понад 67 наукових праць.
Жив в Іркутську в Будинку спеціалістів.
Дружина — Дживелегова (Круковер) Марія Павлівна, лікар. Родичка Дживелегова Олексія Карповича.
Сини — літератор, журналіст, філолог, доктор наук Володимир Ісаакович Круковер, геолог і радіоспеціаліст, бізнесмен Михайло Ісаакович Круковер і фізик, кандидат наук Павло Ісаакович Круковер.

## Наукові інтереси
Професійна патологія ЛОР органів, проблеми фізіології та патології слизової оболонки верхніх дихальних шляхів, фізіологія мигдалин. Розробив метод санації мигдалин і методику дослідження мукоциліарної транспортної системи слизової оболонки носа.

## Монографії
- Верхние дыхательные пути и орган слуха при проказе. М.—Л.: Биомедгиз, 1936. — 138 с. (перед загл: проф. И. М. Круковер и пр.-доц. И. В Гольдфарб из Иркутского лепрозория, и Клиника ушных, горловых и носовых болезней Вост.-Сиб. мед. ин-та. 16 тип. треста «Полиграфкнига» в Мск.)[17]

## Нагороди та звання
Нагороджений орденом «Знак Пошани», Заслужений лікар Бурятської АРСР.